# Mando de Operaciones Especiales

Wappen des Mando de Operaciones Especiales

Das Mando de Operaciones Especiales (dt. „Oberkommando für Sondereinsätze“) ist eine Kommandobehörde auf Brigadebene mit Hauptquartier in Alicante und führt sämtliche Spezialeinheiten des spanischen Heeres, die Grupo de Operaciones Especiales (GOE).
Die Gründung erfolgte 1997.

## Unterstellte Einheiten
- Batallón del Cuartel General del MOE (Hauptquartierbataillon)
- Grupo de Operaciones Especiales "Valencia" III
- Grupo de Operaciones Especiales "Tercio del Ampurdán" IV
- Grupo de Operaciones Especiales "Maderal Oleaga" XIX - Ehemals Bandera de Operaciones Especiales de la Legión (BOEL), GOE XIX ist die Sondereinsatzkomponenete der Spanischen Legion.
- Compañía de Transmisiones del MOE (Fernmeldekompanie)